# Altemar Dutra
Altemar Dutra de Oliveira (Aimorés, 6 de outubro de 1940 — Nova Iorque, 9 de novembro de 1983) foi um cantor e compositor brasileiro.
Sucesso em toda a América Latina, interpretando obras como "Sentimental Demais", "O Trovador", "Brigas" e "Que Queres Tu de Mim", boa parte das canções de autoria da dupla Evaldo Gouveia e Jair Amorim, foi progressivamente destacando-se no gênero musical bolero. De fato, veio a ser aclamado como o "rei do bolero" no Brasil.

## Biografia

### Início da carreira
Iniciou sua carreira na Rádio Difusora de Colatina, no Espírito Santo, localidade para onde sua família havia se mudado, cantando uma música de Francisco Alves. Antes de completar sua maioridade, seguiu para o Rio de Janeiro, levando uma carta de apresentação para o compositor Jair Amorim, que o encaminhou a amigos do meio artístico. Tentou a sorte como crooner em boates e casas de espetáculos.

### Primeiro disco
Gravou seu primeiro disco na Tiger, com "Saudade que vem" (Oldemar Magalhães e Célio Ferreira) e "Somente uma vez" (Luís Mergulhão e Roberto Moreira). Por volta de 1963, foi levado por Jair Amorim para o programa Boleros Dentro da Noite, na Rádio Mundial, e no mesmo ano Joãozinho, do Trio Irakitan, levou-o para a Odeon, onde foi contratado. Logo atingiu os primeiros lugares nas paradas de sucesso com Tudo de mim (Evaldo Gouveia e Jair Amorim), tornando-se conhecido em todo o Brasil.

### Carreira internacional

Em gravação.

Em 1964, gravou com grande sucesso "Que queres tu de mim", "O Trovador", "Sentimental demais" e "Somos iguais" (todas de Evaldo Gouveia e Jair Amorim). Destacou-se também na América Latina, fazendo apresentações em vários países e gravando um LP com Lucho Gatica: "El bolero se canta así".
Com suas versões em espanhol, chegou a vender mais de 500 mil cópias na América Latina. Depois de ter dominado as paradas de sucesso locais, a partir de 1969 passou a conquistar fãs de origem latina nos Estados Unidos. Em pouco tempo tornou-se um dos mais populares cantores estrangeiros nos Estados Unidos. Apresentava um show para a comunidade latino-americana, no clube noturno "El Continente", em Nova Iorque, quando morreu aos 43 anos, de derrame cerebral.
Foi casado com a cantora Marta Mendonça, tendo dois filhos, Deusa Dutra e Altemar Dutra Júnior, este também a seguir carreira artística.
Segundo relata Paulo Cesar de Araújo (2002), em seu livro Eu Não Sou Cachorro, Não, apesar de seu grande sucesso, nacionalmente e internacionalmente, e alta venda de discos, Dutra "jamais conseguiu opinião favorável da crítica, e hoje, passados mais de 20 anos de sua morte, ainda não obteve na produção historiográfica um reconhecimento à altura do talento que milhões de brasileiros lhe atribuem", o que ocorre porque "se destacou basicamente como intérprete de bolero, gênero que no Brasil não é identificado nem com a "tradição" nem com a "modernidade"" (ARAÚJO, 2002, p. 190).

## Discografia
| - 1963 - "Mensagem" - 1963 - "A Grande Revelação" - 1964 - "Sentimental Demais" - 1964 - "Que Queres tu de Mim" - 1965 - "Eu te Agradeço" - 1966 - "Sinto que Te Amo" - 1967 - "Dedicatória" - 1969 - "O Trovador das Américas" - 1970 - "O Romântico" - 1971 - "Altemar Dutra" | - 1971 - "Companheiro" - 1972 - "A Força do Amor" - 1973 - "Altemar Dutra" - 1974 - "Enamorado" - 1975 - "Altemar Dutra e Los Bronces" - 1976 - "Amigos" - 1977 - "Sempre Romântico" - 1978 - "Mais Sentimental" - 1979 - "Altemar Dutra" - 1980 - "Especialmente pra Você" | - 1980 - "Siempre Romantico - 25 Boleros Inolvidables" - 1981 - "Eu Nunca Mais vou te Esquecer" - 1982 - "Estranho Amor" - 1983 - "Inédito" - 1984 - "Altemar Dutra" - 1989 - "O Trovador das Américas" - 1990 - "Especial - Altemar Dutra" - 1993 - "Nunca mais vou te Esquecer" - 1994 - "Meus Momentos - Altemar Dutra" - 1997 - "Meus Momentos Vol.II - Altemar Dutra" - 2000 - "Série Bis: Altemar Dutra" - 2005 - "Maxximum (Altemar Dutra)" |  |